# Seale and Tongham

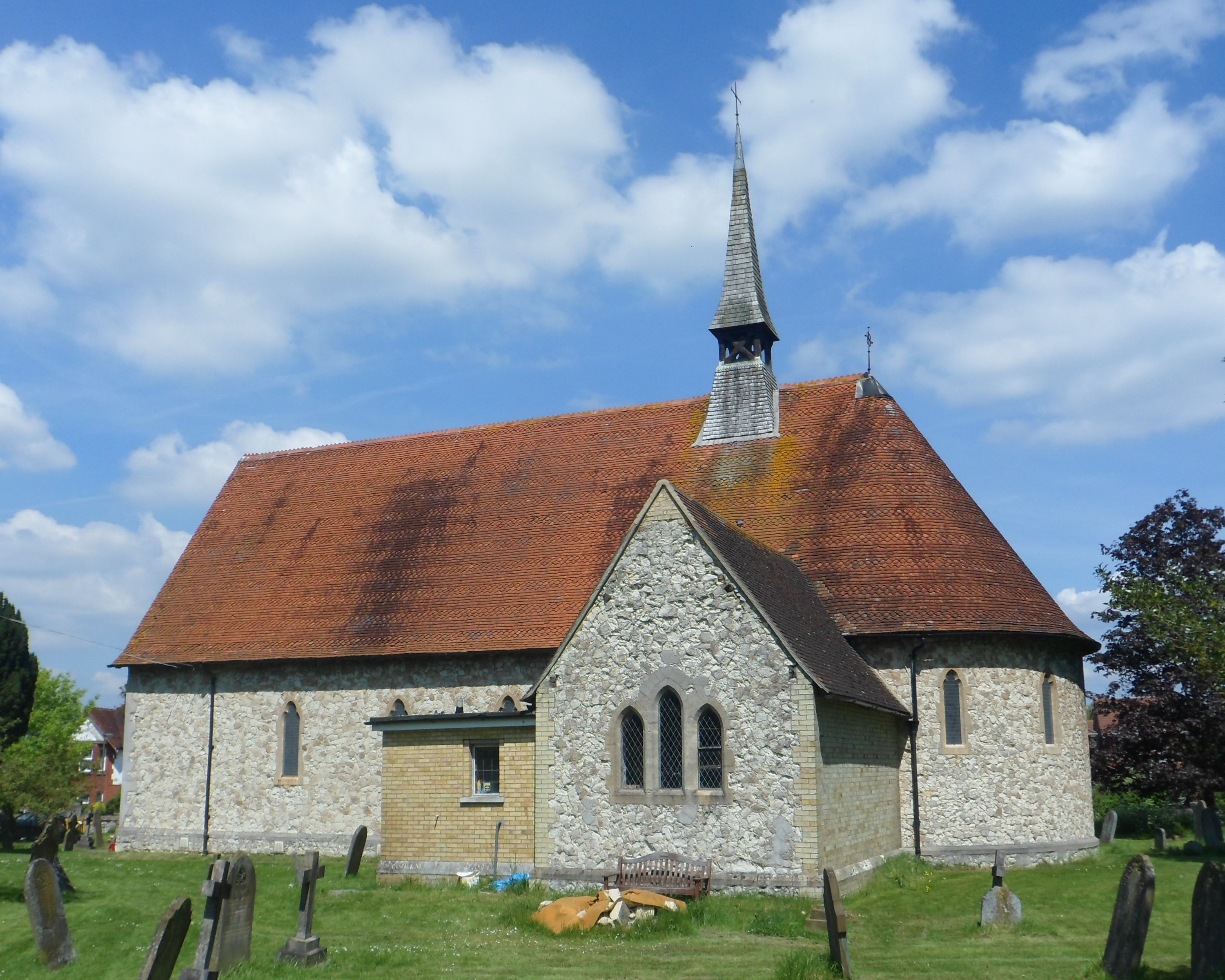
Tongham

Seale and Tongham var en civil parish fram till 1984 då den blev en del av Seale and Sands och Tongham, i grevskapet Surrey, i England. Civil parish var belägen 11 km från Guildford och hade 2 341 invånare år 1971.